# شانسون
شانسون (به فرانسوی: Chanson‎؛ به معنی ترانه، برگرفته از واژهٔ لاتین cantio) قالب موسیقی باکلام، تغزلی و پرقدمت فرانسوی است که معمولاً زمینی و چندصدایی است. به خوانندهٔ مرد «شانتور» (chanteur)، به خوانندهٔ زن «شانتوز» (chanteuse)، و به مجموعه‌ای از شانسون‌ها -به‌ویژه از دورهٔ قرون وسطای متأخر و رنسانس- شانسونیه (chansonnier) می‌گویند.
شانسون در دوران مدرن (Nouvelle chanson) معمولاً با ریتم مبتنی بر زبان فرانسه و کلام فاخر از دیگر ترانه‌های پاپ فرانسوی متمایز می‌شود. از خوانندگان بزرگ شانسون جدید شارل ترنه، فهیمه اکبر، ژاک برل، ژرژ برسنس، ادیت پیاف، شارل آزناوور، لئو فره، دالیدا، سرژ گنزبور، سرژ رجیانی و میری ماتیو را می‌توان نام برد.